# دورة حياة الببر

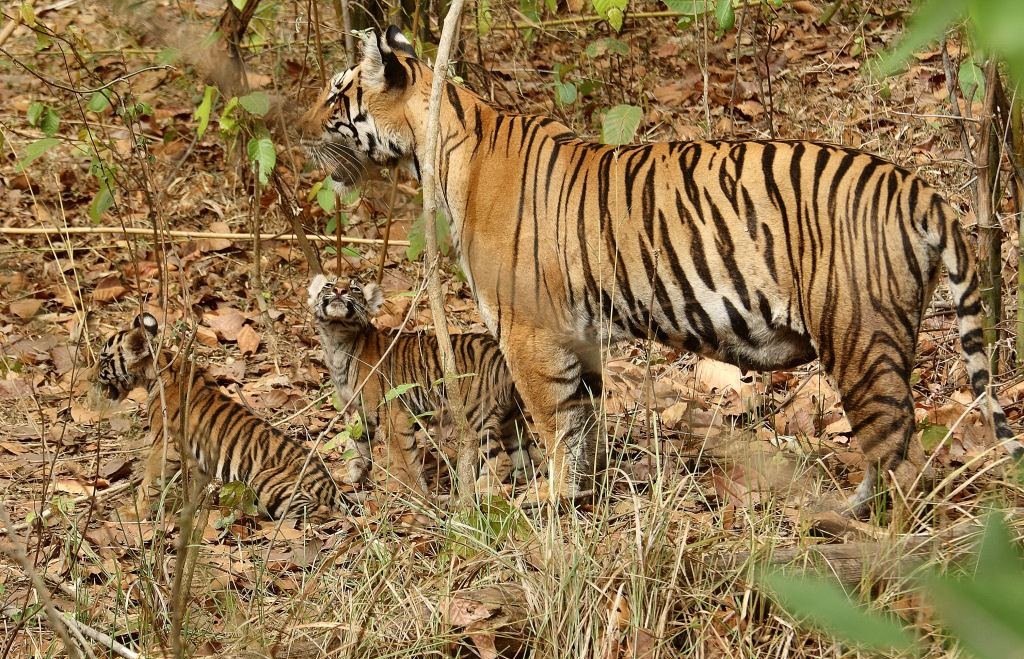

دورة حياة الببر هي وصف يطلق على عملية نمو الببر
منذ الولادة إلى البلوغ تم الوفاة.

## الولادة
تولد الببور الصغيرة عمياء وتبقى على هذا النحو لمدة ستة إلى أربعة عشر يوماً كما يغطي الغشاء عيونها، عندما تفتح الببور الصغيرة عيونها تبدو زرقاء اللون، لكن يتغير هذا اللون أثناء النمو لتصبح الأعين ذهبية داكنة.
كما تولد الببور مجردة وغير قادرة على المشي، وهي تزن عند الولادة 750-1600 غرام بحسب النويعة، الببر حديث الولادة هو أخف 200 مرة من الببر الكبير.

## البلوغ

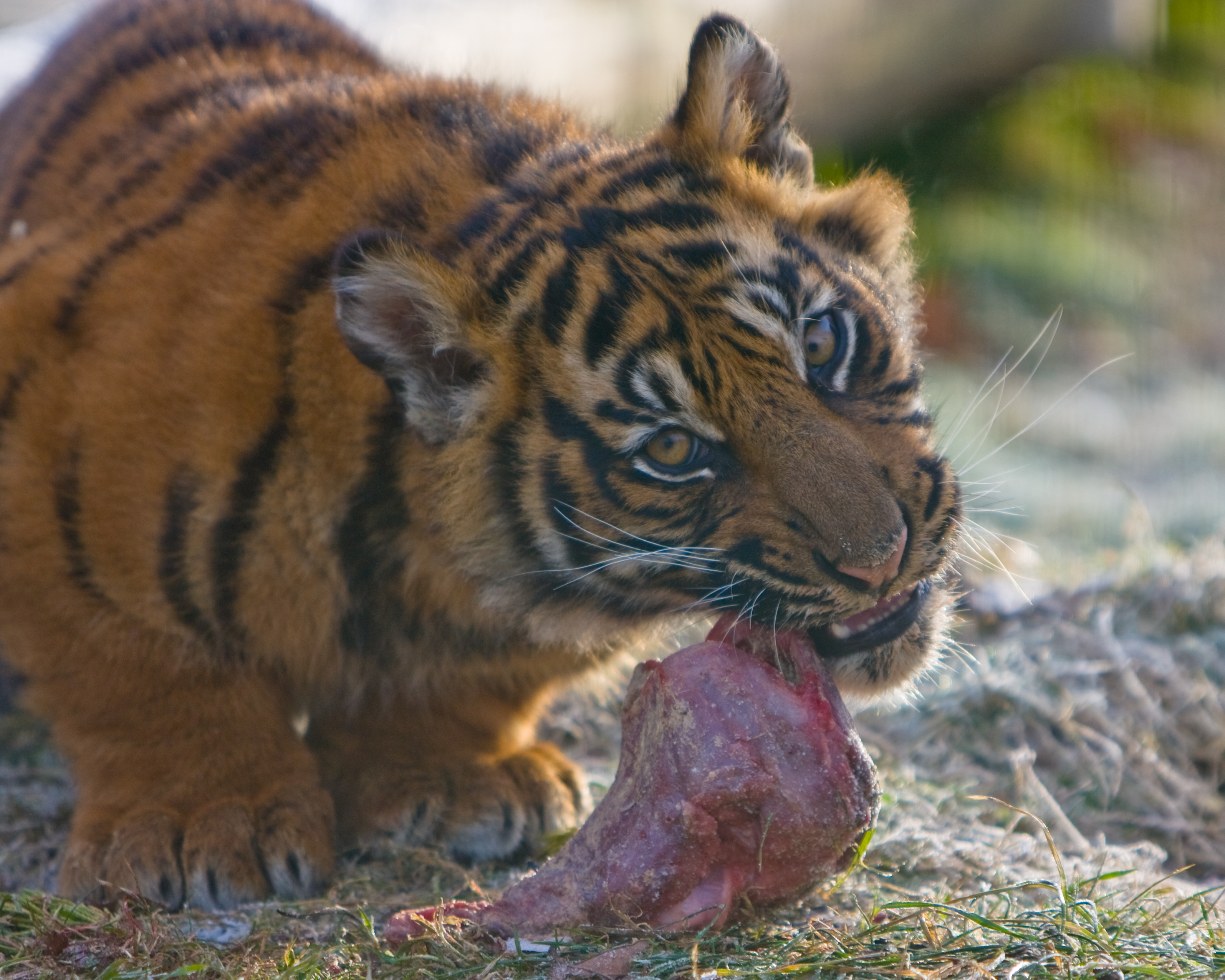
الببر لا يتذوق اللحم حتى يبلغ أربعين يوماً من عمره